# Sweet Inspiration
Sweet Inspiration — пятый студийный альбом британской певицы Силлы Блэк, выпущенный в 1970 году на лейбле Parlophone Records. В июле того же года альбом достиг 42 места в UK Albums Chart.

## Переиздание
7 сентября 2009 года EMI Records выпустил специальное издание альбома, которое доступно только в формате цифрового скачивания. Данное переиздание включает в себя все оригинальные записи, ремастированные студией «Эбби-Роуд» с изначальных аудионосителей. Цифровой буклет переиздания, содержащий обложку альбома, трек-лист и редкие фотографии, доступен на сайте iTunes.

## Список композиций
Сторона 1
1. «Sweet Inspiration» (Джон Камерон[англ.])
2. «Put a Little Love in Your Heart[англ.]» (Джимми Холидей[англ.], Рэнди Майерс, Джеки Десшаннон[англ.])
3. «The April Fools[англ.]» (Берт Бакарак, Хэл Дэвид)
4. «I Can’t Go on Living Without You» (Элтон Джон, Берни Топин)
5. «From Both Sides Now» (Джони Митчелл)
6. «Across the Universe» (Джон Леннон, Пол Маккартни)

Сторона 2
1. «Black Paper Roses» (Билли Гонсалес)
2. «Mysterious People (Det Gatfulla Folket)» (Олле Адольфсон, Хэл Шейпер)
3. «Dear Madame» (Лес Рид[англ.], Джефф Стивенс)
4. «Oh Pleasure Man» (Роджер Кук[англ.], Роджер Гринуэй[англ.], Альберт Хаммонд, Майкл Хэзлвуд[англ.])
5. «Little Pleasure Acre» (Роджер Гринвей, Роджер Кук)
6. «For Once in My Life» (Орландо Мёрден, Рон Миллер)
7. «Rule Britannia» (Томас Августин Арн)

## Участники записи
- Ведущий вокал: Силла Блэк
- Продюсер: Джордж Мартин
- Фотографии для обложки альбома: Кэролайн Арбер

## Позиция в чарте
| Чарт (1970)     | Позиция |
| --------------- | ------- |
| UK Albums Chart | 42      |